# Antonio Labriola

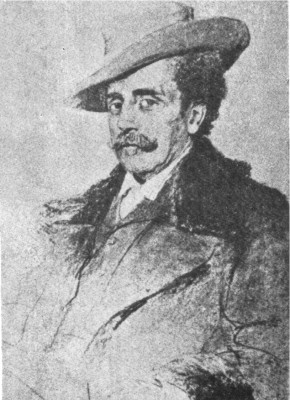
Antonio Labriola

Antonio Labriola (* 2. Juli 1843 in Cassino; † 12. Februar 1904 in Rom) war Professor der theoretischen Philosophie an der Universität in Rom. Er gilt als einer der ersten und einflussreichsten italienischen Marxisten. Seine Werke und Ideen prägten unter anderem Philosophen wie Antonio Gramsci, Giovanni Gentile und Benedetto Croce.

## Leben
Labriola wurde als Sohn eines Lehrers in Cassino geboren. Während seines Studiums an der Universität von Neapel wurde er besonders von Bertrando Spaventa beeinflusst. In dieser Zeit befasste er sich umgehend mit der Philosophie Hegels und Herbarts. Anfangs noch der politischen Rechten nahe, übernahm er um 1890 die Marxsche Theorie und führte einen aufschlussreichen Briefwechsel mit Engels und Kautsky. Antonio Labriola lehrte bis zu seinem Tod Philosophie an der Universität in Rom. Er ist auf dem Protestantischen Friedhof in Rom beerdigt.

## Theorie
Labriola lehnte die dialektisch-idealistische Geschichtsauffassung Hegels entschieden ab. Er hielt drei Faktoren für die gesellschaftstheoretische Geschichtsauffassung für ausschlaggebend:
1. die Produktionsverhältnisse
2. die vorherrschende gesellschaftliche Ordnung (Staat, Gesetz)
3. die kulturelle Gesellschaftsformation (Kunst, Wissenschaft)

Nach dem Studium der Marxschen Werke erkannte er im historischen Materialismus die objektive Erklärung für die geschichtliche Dynamik der Klassenkämpfe. Jedoch sah Labriola den Marxismus nicht als abgeschlossenes Werk, sondern als Werkzeug, um die menschlichen Beziehungen zu begreifen. Der Marxismus nach Labriola sollte nicht dogmatisch, sondern flexibel und anpassungsfähig sein. Diese, wie er sie nennt – Philosophie der Praxis – kehrt in den Gefängnisheften Gramscis wieder.

## Werke
- Contro il ritorno a Kant, 1862.
- La dottrina di Socrate secondo Senofonte [Xenophon], Platone ed Aristotele per Antonio Labriola.  Memoria premiata dalla R. Accademia di Scienze Morali e Politiche di Napoli nel concorso dell'anno 1869. Stamperia della Regia Università,  Napoli 1871. Digitalisat
- Die Probleme einer Philosophie der Geschichte. Vorlesung gehalten in der Universität zu Rom am 28. Februar 1887 von Prof. Antonio Labriola. C. Reissner, Leipzig 1888. Digitalisat
- In memoria del manifesto dei comunisti, 1895.
- Dilucidazioni preliminari sul materialismo storico, 1896.
- Saggi sulla concezione materialistica della storia, 1896.
- Discorrendo di socialismo e filosofia. 1897.
- Zur Krise des Marxismus. In: Die neue Zeit. Revue des geistigen und öffentlichen Lebens. 18.1899-1900, 1. Bd.(1900), Heft 3, S. 68–80 Digitalisat
- Da un secolo all'altro, 1901.
- Zum Gedächtnis des Kommunistischen Manifestes. Eingeleitet und übersetzt von Franz Mehring. Mit einem Bildnis des Verfassers. Verlag der Leipziger Buchdruckerei Aktiengesellschaft, Leipzig 1909. Archive.org
  - Zum Gedächtnis des Kommunistischen Manifestes. Eingeleitet und übersetzt von Franz Mehring. Mit einem Bildnis des Verfassers. Verlag Neue Kritik, Frankfurt am Main [1970]. (=Archiv sozialistischer Literatur)
- Lettere a Engels. Ed. Rinascita, 1949. (=Biblioteca del movimento operaio italiano 1)
- Über den historischen Materialismus, Suhrkamp, Frankfurt am Main 1974. ISBN 978-3-518-06383-5.
- Drei Versuche zur materialistischen Geschichtsauffassung, Karl Dietz Verlag, Berlin 2018. ISBN 978-3-320-02347-8 (überarbeitete Textfassung der Ausgabe von 1974).